# نيفا باترسون
نيفا باترسون (بالإنجليزية: Neva Patterson)‏ (1920 - 2000)، هي ممثلة أمريكية ولدت يوم 10 فبراير 1920 في مزرعة بالقرب من ولاية نيفادا، مقاطعة ستوري، وفي عام 1938 انتقلت إلى مدينة نيويورك، وفي عام 1937 تخرجت من المدرسة الثانوية. بدأت علي خشبة برودواي عام 1947

## أشهر أعمالها
- Watch An Affair to Remember (1957)
- و 1957 Desk Set
- و 1978 The Buddy Holly Storyry
- و David and Lisa (1962)
- و Dear Heart عام 1964 و All The President's Men (1976
- و عام 1984 All of Me غيرها

## وفاتها
توفيت يوم 14 ديسمبر 2010 في برينتوود، لوس أنجلوس.

## وصلات خارجية
- نيفا باترسون على موقع IMDb (الإنجليزية)
- نيفا باترسون على موقع ألو سيني (الفرنسية)
- نيفا باترسون على موقع أول موفي (الإنجليزية)
- نيفا باترسون على موقع قاعدة بيانات برودواي على الإنترنت (الإنجليزية)
- نيفا باترسون على موقع قاعدة بيانات الأفلام السويدية (السويدية)
- نيفا باترسون على موقع إن إن دي بي (الإنجليزية)
- نيفا باترسون على موقع قاعدة بيانات الفيلم (الإنجليزية)
- نيفا باترسون على موقع كينوبويسك (الروسية)